# Gossia hillii
Gossia hillii är en myrtenväxtart som först beskrevs av George Bentham, och fick sitt nu gällande namn av Neil Snow och Gordon P. Guymer. Gossia hillii ingår i släktet Gossia och familjen myrtenväxter.
Artens utbredningsområde är Queensland. Inga underarter finns listade i Catalogue of Life.